# Рандарања (Болоња)
Рандарања (итал. Randaragna) је насеље у Италији у округу Болоња, региону Емилија-Ромања.
Према процени из 2011. у насељу је живело 17 становника. Насеље се налази на надморској висини од 517 м.